# Jaycee Horn
Jaycee Horn (26 novembre 1999) è un giocatore di football americano statunitense che milita nel ruolo di cornerback per i Carolina Panthers della National Football League (NFL).

## Carriera universitaria
Nella sua prima stagione alla South Carolina University nel 2018, Horn disputò come titolare 10 partite su 11, mettendo a segno 45 tackle e 2 sack, venendo inserito nella formazione ideale dei debuttanti della SEC. Nel 2019 disputò tutte le 12 partite come titolare, mettendo a segno 40 placcaggi e un sack.
Nel 2020, dopo l'addio dell'allenatore Will Muschamp, Horn rinunciò al resto della stagione per prepararsi al Draft NFL 2021.

## Carriera professionistica
Horn fu scelto come ottavo assoluto nel Draft NFL 2021 dai Carolina Panthers, il primo difensore chiamato. Debuttò come professionista partendo come titolare nella gara del primo turno contro i New York Jets mettendo a segno 2 placcaggi. Due settimane dopo si fratturò un piede contro gli Houston Texans, venendo inserito in lista infortunati e chiudendo la sua stagione da rookie.
Il 25 settembre 2022 Horn mise a segno 2 placcaggi, un massimo stagionale di 3 passaggi deviati e intetcettó un passaggio di Jameis Winston destinato a Chris Olave nella vittoria per 22–14 sui New Orleans Saints. Nelle settimane 6 e 7 non scese in campo per un infortunio alle costole. Nella settimana 14 ebbe un massimo stagionale di 6 placcaggi e intercettó un passaggio di Geno Smith diretto a Tyler Lockett nella vittoria per 30–24 sui Seattle Seahawks. Il 24 dicembre pareggió il suo massimo stagionale con 6 placcaggi prima di uscire nel quarto periodo della vittoria per 37–23 sui Detroit Lions. Il 25 dicembre fu annunciata per il giocatore la frattura del polso, facendogli saltare le ultime due partite. Chiuse l'annata con 53 placcaggi, 7 passaggi deviati e guidando la squadra con 3 intercetti in 13 partite, tutte come titolare.
Horn partì come titolare nella gara del primo turno della stagione 2023, ma subì un infortunio che gli fece perdere i successivi tre mesi di gioco, tornando nel roster attivo il 2 dicembre.
Nel 2024 Horn fu convocato per il suo primo Pro Bowl dopo avere fatto registrare 68 placcaggi, un intercetto, 2 sack e 13 passaggi deviati in 15 presenze, tutte come titolare.
Il 10 marzo 2025 Horn firmó un nuovo contratto quadriennale del valore di 100 milioni di dollari che lo rese il defensive back più pagato della storia della NFL.

## Palmarès
- Convocazioni al Pro Bowl: 1

2024

## Vita privata
Horn è figlio dell'ex wide receiver Pro Bowler Joe Horn.